# Paul Langhoff
Paul Langhoff (* 1. Januar 1914 in Bielefeld; † unbekannt) war ein deutscher Radrennfahrer.

## Sportliche Laufbahn
Langhoff war von 1938, unterbrochen durch den Zweiten Weltkrieg, bis 1947 Berufsfahrer im deutschen Radsportteam Dürkopp und später Fahrer ohne Vertrag.
1938 bestritt er die Tour de France in der deutschen Nationalmannschaft und schied auf der 9. Etappe aus.
1938 belegte er in der Internationalen Deutschland-Rundfahrt den 32. Platz.
In der Großdeutschlandfahrt wurde er 1939 32. der Gesamtwertung und gewann die 8. Etappe von Passau nach Wien. 1947 kam er in der Deutschland-Rundfahrt auf den 7. Gesamtrang, als Erich Bautz das Etappenrennen gewann. 1938 wurde er beim Sieg von Hermann Schild Achter im Großen Straßenpreis von Oberschlesien. 1939 wurde er Vize-Meister im Straßenrennen hinter Walter Löber.